# 2011-es magyar úszóbajnokság
A 2011-es magyar úszóbajnokságot – amely a 113. magyar bajnokság volt – június 22. és 25. között rendezték meg a Debreceni Sportuszodában.

## Eredmények

### Férfiak
| Versenyszám                              | Arany                                                            | Arany    | Ezüst                                                                      | Ezüst    | Bronz                                                                   | Bronz    |
| ---------------------------------------- | ---------------------------------------------------------------- | -------- | -------------------------------------------------------------------------- | -------- | ----------------------------------------------------------------------- | -------- |
| 50 m gyorsúszás Döntő: június 23.        | Takács Krisztián Dunaferr-DVSI                                   | 22,43    | Kozma Dominik Kőbánya SC                                                   | 22,49    | Keresztes Mátyás KVSC-KESI                                              | 23,71    |
| 100 m gyorsúszás Döntő: június 25.       | Takács Krisztián Dunaferr-DVSI                                   | 49,94    | Kozma Dominik Kőbánya SC                                                   | 50,72    | Szabó Attila Dunaferr-DVSI                                              | 51,82    |
| 200 m gyorsúszás Döntő: június 22.       | Cseh László Kőbánya SC                                           | 1:50,36  | Bernek Péter Kőbánya SC                                                    | 1:50,79  | Zámbó Balázs A Jövő SC                                                  | 1:51,02  |
| 400 m gyorsúszás Döntő: június 23.       | Kis Gergő Rája ’94 UK                                            | 3:49,98  | Cseh László Kőbánya SC                                                     | 3:52,28  | Gyurta Gergely A Jövő SC                                                | 3:54,02  |
| 800 m gyorsúszás Döntő: június 22.       | Kis Gergő Rája ’94 UK                                            | 7:55,30  | Gyurta Gergely A Jövő SC                                                   | 8:04,70  | Rákos Patrik Balaton UK                                                 | 8:14,31  |
| 1500 m gyorsúszás Döntő: június 24.      | Kis Gergő Rája ’94 UK                                            | 15:15,82 | Gyurta Gergely A Jövő SC                                                   | 15:20,08 | Rákos Patrik Balaton UK                                                 | 15:45,21 |
| 50 m hátúszás Döntő: június 22.          | Cseh László Kőbánya SC                                           | 26,12    | Balog Gábor KVSC-KESI                                                      | 26,23    | Szilágyi Ádám Százhalombattai VUKSE                                     | 26,59    |
| 100 m hátúszás Döntő: június 25.         | Bernek Péter Kőbánya SC                                          | 55,60    | Balog Gábor KVSC-KESI                                                      | 55,90    | Szilágyi Ádám Százhalombattai VUKSE                                     | 56,81    |
| 200 m hátúszás Döntő: június 23.         | Bernek Péter Kőbánya SC                                          | 1:58,51  | Balog Gábor KVSC-KESI                                                      | 1:59,34  | Verrasztó Dávid A Jövő SC                                               | 2:01,00  |
| 50 m mellúszás Döntő: június 24.         | Gyurta Dániel A Jövő SC                                          | 28,50    | Financsek Gábor Pécsi SUPE                                                 | 28,68    | Bodor Richárd Pécs VSE                                                  | 28,75    |
| 100 m mellúszás Döntő: június 23.        | Gyurta Dániel A Jövő SC                                          | 1:01,59  | Financsek Gábor Pécsi SUPE                                                 | 1:02,42  | Szele Dávid Ferencvárosi TC                                             | 1:02,90  |
| 200 m mellúszás Döntő: június 25.        | Gyurta Dániel A Jövő SC                                          | 2:10,45  | Verrasztó Dávid A Jövő SC                                                  | 2:15,42  | Tejes Péter KVSC-KESI                                                   | 2:20,15  |
| 50 m pillangóúszás Döntő: június 25.     | Cseh László Kőbánya SC                                           | 23,78    | Pulai Bence Kőbánya SC                                                     | 24,52    | Takács Krisztián Dunaferr-DVSI                                          | 24,53    |
| 100 m pillangóúszás Döntő: június 23.    | Cseh László Kőbánya SC                                           | 51,98    | Biczó Bence Pécsi VSE                                                      | 53,61    | Pulai Bence Kőbánya SC                                                  | 53,86    |
| 200 m pillangóúszás Döntő: június 24.    | Biczó Bence Pécsi VSE                                            | 1:54,79  | Cseh László Kőbánya SC                                                     | 1:55,98  | Verrasztó Dávid A Jövő SC                                               | 1:58,09  |
| 200 m vegyes úszás Döntő: június 25.     | Kis Gergő Rája ’94 UK                                            | 2:02,46  | Gyurta Gergely A Jövő SC                                                   | 2:03,65  | Nagy Péter Székesfehérvári Delfin SE                                    | 2:03,96  |
| 400 m vegyes úszás Döntő: június 22.     | Gyurta Gergely A Jövő SC                                         | 4:21,90  | Király Attila Ferencvárosi TC                                              | 4:31,73  | Csütörtöki Marcell BVSC                                                 | 4:34,00  |
| 4 × 100 m gyorsváltó Döntő: június 22.   | Kőbánya SC Kozma Dominik Bernek Péter Pulai Bence Cseh László    | 3:25,04  | A Jövő SC Verrasztó Dávid Gyurta Dániel Bátka Bálint Zámbó Balázs          | 3:27,81  | Dunaferr-DVSI Takács Krisztián Füzesy Dávid Balogh Zsolt Szabó Attila   | 3:31,33  |
| 4 × 200 m gyorsváltó Döntő: június 23.   | Kőbánya SC Kovács Norbert Bernek Péter Kozma Dominik Cseh László | 7:27,29  | A Jövő SC Verrasztó Dávid Gyurta Gergely Szána Zsombor Zámbó Balázs        | 7:35,32  | Dunaferr-DVSI Szabó Attila Füzesy Dávid Vörös Benjamin Takács Krisztián | 7:47,93  |
| 4 × 100 m vegyes váltó Döntő: június 25. | Kőbánya SC Bernek Péter Kozma Dominik Pulai Bence Cseh László    | 3:41,55  | Dunaferr-DVSI Szabó Attila Vízkeleti Péter Takács Krisztián Vörös Benjamin | 3:54,69  | Ferencvárosi TC Király Attila Szele Dávid Perlaky László Szauter Gergő  | 3:59,72  |

### Nők
| Versenyszám                              | Arany                                                                     | Arany    | Ezüst                                                            | Ezüst    | Bronz                                                                 | Bronz    |
| ---------------------------------------- | ------------------------------------------------------------------------- | -------- | ---------------------------------------------------------------- | -------- | --------------------------------------------------------------------- | -------- |
| 50 m gyorsúszás Döntő: június 25.        | Jakabos Zsuzsanna ANK Úszóklub Pécs                                       | 25,60    | Mutina Ágnes A Jövő SC                                           | 26,07    | Verrasztó Evelyn A Jövő SC                                            | 26,09    |
| 100 m gyorsúszás Döntő: június 23.       | Mutina Ágnes A Jövő SC                                                    | 55,36    | Verrasztó Evelyn A Jövő SC                                       | 55,99    | Dara Eszter Kőbánya SC                                                | 57,00    |
| 200 m gyorsúszás Döntő: június 25.       | Kapás Boglárka BVSC                                                       | 2:01,53  | Dara Eszter Kőbánya SC                                           | 2:02,57  | Kádas Vivien Kőbánya SC                                               | 2:02,98  |
| 400 m gyorsúszás Döntő: június 24.       | Risztov Éva Debreceni Sportcentrum-SI                                     | 4:07,99  | Jakabos Zsuzsanna ANK Úszóklub Pécs                              | 4:10,14  | Kapás Boglárka BVSC                                                   | 4:10,76  |
| 800 m gyorsúszás Döntő: június 23.       | Risztov Éva Debreceni Sportcentrum-SI                                     | 8:29,23  | Kapás Boglárka BVSC                                              | 8:35,78  | Kádas Vivien Kőbánya SC                                               | 8:48,71  |
| 1500 m gyorsúszás Döntő: június 25..     | Risztov Éva Debreceni Sportcentrum-SI                                     | 16:19,48 | Kapás Boglárka BVSC                                              | 16:27,84 | Kádas Vivien Kőbánya SC                                               | 16:52,55 |
| 50 m hátúszás Döntő: június 24.          | Povázsai Eszter Bp. Honvéd                                                | 29,57    | Dara Eszter Kőbánya SC                                           | 29,59    | Tompa Orsolya A Jövő SC                                               | 30,08    |
| 100 m hátúszás Döntő: június 23.         | Povázsai Eszter Bp. Honvéd                                                | 1:02,55  | Szekeres Dorina Zalavíz UK                                       | 1:03,57  | Lukács Evelyn Kőbánya SC                                              | 1:05,11  |
| 200 m hátúszás Döntő: június 25.         | Szekeres Dorina Zalavíz UK                                                | 2:14,28  | Povázsai Eszter Bp. Honvéd                                       | 2:16,00  | Burián Kata A Jövő SC                                                 | 2:20,61  |
| 50 m mellúszás Döntő: június 22.         | Sztankovics Anna A Jövő SC                                                | 32,42    | Verrasztó Evelyn A Jövő SC                                       | 32,68    | Bucz Eszter BVSC                                                      | 33,68    |
| 100 m mellúszás Döntő: június 25.        | Bucz Eszter BVSC                                                          | 1:11,52  | Ferenczi Fanni Kőbánya SC                                        | 1:12,29  | Bíró Dorottya Celdömölki VVSE                                         | 1:12,64  |
| 200 m mellúszás Döntő: június 23.        | Bucz Eszter BVSC                                                          | 2:34,27  | Bíró Dorottya Celdömölki VVSE                                    | 2:34,78  | Ferenczi Fanni Kőbánya SC                                             | 2:36,55  |
| 50 m pillangóúszás Döntő: június 23.     | Verrasztó Evelyn A Jövő SC                                                | 27,37    | Dara Eszter Kőbánya SC                                           | 27,43    | Tompa Orsolya A Jövő SC                                               | 27,98    |
| 100 m pillangóúszás Döntő: június 25.    | Verrasztó Evelyn A Jövő SC                                                | 59,89    | Dara Eszter Kőbánya SC                                           | 1:00,73  | Burián Kata A Jövő SC                                                 | 1:03,12  |
| 200 m pillangóúszás Döntő: június 22.    | Kapás Boglárka BVSC                                                       | 2:12,47  | Ambrus Diána Szegedi UE                                          | 2:14,20  | Kovács Anett BVSC                                                     | 2:15,78  |
| 200 m vegyes úszás Döntő: június 25.     | Verrasztó Evelyn A Jövő SC                                                | 2:15,39  | Mutina Ágnes A Jövő SC                                           | 2:18,83  | György Réka Kőbánya SC                                                | 2:19,75  |
| 400 m vegyes úszás Döntő: június 22.     | Jakabos Zsuzsanna ANK Úszóklub Pécs                                       | 4:40,79  | Hajnal Erika Székesfehérvári Delfin SE                           | 4:53,15  | Szilágyi Liliána A Jövő SC                                            | 4:53,91  |
| 4 × 100 m gyorsváltó Döntő: június 24.   | A Jövő SC Verrasztó Evelyn Tompa Orsolya Zombai Annamária Mutina Ágnes    | 3:47,36  | Kőbánya SC Dara Eszter György Réka Ferenczi Fanni Kádas Vivien   | 3:50,07  | BVSC Bucz Ágnes Mór Baranyai Erika Böszörményi Borbála Kapás Boglárka | 3:52,97  |
| 4 × 200 m gyorsváltó Döntő: június 22.   | A Jövő SC Mutina Ágnes Zombai Annamária Joó Sára Verrasztó Evelyn         | 8:15,28  | BVSC Kovács Anett Bucz Ágnes Böszörményi Borbála Kapás Boglárka  | 8:22,95  | Kőbánya SC Dara Eszter György Réka Ferenczi Fanni Kádas Vivien        | 8:27,32  |
| 4 × 100 m vegyes váltó Döntő: június 25. | A Jövő SC Verrasztó Evelyn Sztankovics Anna Szilágyi Liliána Mutina Ágnes | 4:13,13  | Kőbánya SC Lukács Evelyn Ferenczi Fanni Dara Eszter Kádas Vivien | 4:18,73  | BVSC Kapás Boglárka Bucz Eszter Kovács Anett Bucz Ágnes               | 4:23,16  |